# Potlogeni
Potlogeni – wieś w Rumunii, w okręgu Aluta, w gminie Tia Mare. W 2011 roku liczyła 1610 mieszkańców. 